# 逃往埃及 (丁托列托)
《逃往埃及》（意大利语：Fuga in Egitto）是意大利画家丁托列托的一幅布面油画，位于威尼斯圣罗格大会堂上厅（sala superiore）的天花板上，绘制于1583-1587年，画幅高422厘米，宽579厘米。
画中描绘一片郁郁葱葱的土地，有着丰富的树木和河流，与从巴勒斯坦到埃及穿越的干旱地区不同。右侧高高的棕榈树暗示这条路通向那个遥远的国家。 若瑟拉着一头疲惫不堪的驴子，驴背上是怀抱婴儿、身披斗篷的玛利亚。前景中放在地上的是朝圣者的手杖、袋子、毯子和瓶子。背景中勤劳的小人物所代表的平静的日常工作，与前景中旅途的疲惫形成了对比。